# Aigelsbach (Pielach)
Der Aigelsbach ist ein rechter Zufluss zur Pielach nahe Hofstetten-Grünau in Niederösterreich.
Der Aigelsbach entspringt beim Schindeleck (444 m ü. A.), dem Übergang ins Traisental, und fließt nach Westen ab, wo vom Rücken der Plambachecker Höhe (823 m ü. A.) zahlreiche Zubringer links einfließen, von denen der Reisachgraben den größten Zufluss darstellt. Nach dem Durchfluss des Ortes Aigelsbach und nach dem Aigelsbachdüker der II. Wiener Hochquellenwasserleitung, die den Bach mittels einer Rohrleitungsbrücke quert, fließt der Aigelsbach südlich von Kammerhof von rechts in die Pielach. Sein Einzugsgebiet umfasst 4,6 km² in weitgehend offener Landschaft.